# Die Colbys – Das Imperium
Die Colbys – Das Imperium ist eine US-amerikanische Fernsehserie, die von 1985 bis 1987 vom US-Sender ABC ausgestrahlt wurde. Die Serie umfasst in 2 Staffeln insgesamt 49 Folgen zu je ca. 45 Minuten und gehört zum Genre der Seifenopern der 1980er Jahre, wie Der Denver-Clan, Dallas, Unter der Sonne Kaliforniens, Falcon Crest, Flamingo Road oder Süßes Gift. Die Titelmelodie wurde von Bill Conti komponiert.

## Hintergründe
Die Serie Der Denver-Clan (im Original: „Dynasty“) erzielte in den USA höchste Einschaltquoten, deshalb entschloss sich ABC kurzerhand, 1985 einen Ableger zu entwickeln. Die Ablegerserie sollte sich um die Familie von Jeffrey (Jeff) Colby drehen, die in Los Angeles/Kalifornien lebt. Ähnlich wurde es schon einige Jahre vorher von CBS mit Dallas und ihrem Ableger Unter der Sonne Kaliforniens gemacht.
Viele Handlungsstränge der beiden Serien überschnitten sich, und einige Darsteller (John Forsythe, Gordon Thomson, Jack Coleman und in mehreren Folgen Diahann Carroll) aus der Hauptserie übernahmen anfangs Gastauftritte. Die Titelmelodie beginnt wie bei Dynasty, wird dann aber etwas pompöser. Auch das Intro ist das gleiche wie bei der Hauptserie: Streifen, die von unten nach außen zum Bildrand laufen und das Titellogo: „The Colbys“, das mit Streifen ins Bild gezogen wird, wenn die Kameraführung über das Haus fliegt. In der deutschen Fassung bleibt die Kamera direkt über dem Haus stehen und der Schriftzug Das Imperium – Die Colbys wird eingeblendet.

## Einführung/Crossover
In der Dynasty-Episode „The Californians“ (in Deutschland: „Das Fest der Titanen“) werden dem Zuschauer die Darsteller von The Colbys vorgestellt: Blake Carrington lädt die Colbys nach Denver ein, um der Presse auf einem großen Ball die Zusammenarbeit zwischen Denver Carrington und Colby Enterprises bei einem gigantischen Pipeline-Projekt bekannt zu geben. Seine Tante Constance schenkt Jeff ihre 50-%-Anteile an dem Familienunternehmen Colby Enterprises und bittet ihn nach Kalifornien zu kommen. Jeff, der mehr als ein Jahr verzweifelt nach seiner Exfrau Fallon Carrington gesucht hatte, die spurlos verschwand und angeblich bei einem Flugzeugabsturz ums Leben kam, entschließt sich das Geschenk anzunehmen. Am Abend der Party sind alle Colbys im Carrington-Haus, außer Sohn Miles. Er ist noch auf dem Weg nach Denver und hat in seinem Wagen eine junge Frau, die er kurz vorher kennengelernt hatte und die unter Amnesie leidet. Am Carrington-Anwesen angekommen weigert sich die junge Frau aus Angst hineinzugehen. Jeff schaut aus dem Fenster und erkennt in ihr die totgeglaubte Fallon. Bevor er den Vorplatz erreicht, rast der Ferrari davon …
Am nächsten Tag fliegen die Colbys zurück nach Hause, und in Los Angeles überstürzen sich dann die Ereignisse …

## Episodenliste
| Nr. (ges.) | Nr. (St.) | Deutscher Titel                      | Originaltitel                | Regie              | Drehbuch                         | Erstausstrahlung USA |
| ---------- | --------- | ------------------------------------ | ---------------------------- | ------------------ | -------------------------------- | -------------------- |
| 1          | 1.01      | Die große Überraschung               | The Celebration              | Jerome Courtland   | William Bast & Paul Huson        | 20.11.1985           |
| 2          | 1.02      | Das Kollier                          | Conspiracy Of Silence        | Curtis Harrington  | Dennis Turner                    | 27.11.1985           |
| 3          | 1.03      | Augenblick der Wahrheit              | Moment of Truth              | Nancy Malone       | William Bast & Paul Huson        | 28.11.1985           |
| 4          | 1.04      | Das Album                            | Family Album                 | Don Medford        | Rick Edelstein                   | 05.12.1985           |
| 5          | 1.05      | Schatten der Vergangenheit           | Shadow of the Past           | Harry Falk         | Dennis Turner                    | 12.12.1985           |
| 6          | 1.06      | Mit Hass und Tücke                   | A House Divided              | Don Medford        | Frank V. Furino                  | 19.12.1985           |
| 7          | 1.07      | Erinnerungen                         | The Reunion                  | Jerome Courtland   | Frank V. Furino                  | 26.12.1985           |
| 8          | 1.08      | Die Enttäuschung                     | Fallen Idol                  | Harry Falk         | Oliver Clark                     | 02.01.1986           |
| 9          | 1.09      | Der Brief                            | The Letter                   | Don Medford        | E. Doris Silverton               | 09.01.1986           |
| 10         | 1.10      | Der Beweis                           | The Turning Point            | Gwen Arner         | Charles Pratt Jr                 | 16.01.1986           |
| 11         | 1.11      | Große Verwirrung                     | Thursday's Child             | Kim Friedman       | Rick Edelstein                   | 30.01.1986           |
| 12         | 1.12      | Der Pakt                             | The Pact                     | Harry Falk         | Dennis Turner                    | 06.02.1986           |
| 13         | 1.13      | Die Entscheidung                     | Fallon's Choice              | Curtis Harrington  | E. Doris Silverton               | 13.02.1986           |
| 14         | 1.14      | Der Prozess                          | The Trial                    | Robert Scheerer    | Donald Paul Roos                 | 20.02.1986           |
| 15         | 1.15      | Vater sein dagegen sehr...           | Burden of Proof              | Gabrielle Beaumont | Dennis Turner                    | 27.02.1986           |
| 16         | 1.16      | Das Haus meiner Väter                | My Father's House            | Curtis Harrington  | Frank V. Furino                  | 06.03.1986           |
| 17         | 1.17      | Die Verlobung                        | The Outcast                  | Robert Scheerer    | Donald Paul Roos                 | 13.03.1986           |
| 18         | 1.18      | Die Hochzeit                         | The Wedding                  | Harry Falk         | Frank V. Furino                  | 20.03.1986           |
| 19         | 1.19      | Blackout                             | The Honeymoon                | Gwen Arner         | Michael Scheff & Maryanne Kasica | 27.03.1986           |
| 20         | 1.20      | Das Gemälde                          | Double Jeopardy              | Harry Falk         | E. Doris Silverton               | 10.04.1986           |
| 21         | 1.21      | Zwei unter Mordverdacht              | A Family Affair              | Jerome Courtland   | Donald Paul Roos                 | 17.04.1986           |
| 22         | 1.22      | Das Tonband                          | The Reckoning                | Harry Falk         | Dennis Turner                    | 01.05.1986           |
| 23         | 1.23      | Die Hilfe des Bruders                | Anniversary Waltz            | Kim Friedman       | Donald Paul Roos                 | 15.05.1986           |
| 24         | 1.24      | Und nun Rache                        | Checkmate                    | Harry Falk         | William Bast & Paul Huson        | 22.05.1986           |
| 25         | 2.01      | Die Verhaftung                       | The Gathering Storm          | Harry Falk         | William Bast & Paul Huson        | 24.09.1986           |
| 26         | 2.02      | Die Ungewissheit                     | No Exit                      | Gabrielle Beaumont | Donald Paul Roos                 | 25.09.1986           |
| 27         | 2.03      | Der Entschluss                       | Jason's Choice               | Robert Scheerer    | Frank V. Furino                  | 02.10.1986           |
| 28         | 2.04      | Der Heiratsantrag                    | The Matchmaker               | Harry Falk         | Dennis Turner                    | 16.10.1986           |
| 29         | 2.05      | Es prüft nicht, was sich ewig bindet | Something Old, Something New | Don Medford        | Donald Paul Roos                 | 23.10.1986           |
| 30         | 2.06      | Die Gala                             | The Gala                     | Gwen Arner         | Dennis Turner                    | 30.10.1986           |
| 31         | 2.07      | Das Projekt                          | Bloodlines                   | Harry Falk         | Dennis Turner                    | 06.11.1986           |
| 32         | 2.08      | Konfrontation                        | Deceptions                   | Curtis Harrington  | Carol Saraceno                   | 13.11.1986           |
| 33         | 2.09      | Zwei Väter                           | And Baby Makes Four          | Gwen Arner         | Mart Crowley                     | 27.11.1986           |
| 34         | 2.10      | Alles für die Freiheit               | Bid for Freedom              | Harry Falk         | Dennis Turner                    | 04.12.1986           |
| 35         | 2.11      | Die Erkenntnis                       | Sanctuary                    | Don Medford        | Carol Saraceno                   | 11.12.1986           |
| 36         | 2.12      | Der Enkel                            | Reaching Out                 | Linda Day          | Donald Paul Roos                 | 18.12.1986           |
| 37         | 2.13      | Machtspiele                          | Power Plays                  | Harry Falk         | E. Jeffrey Smith                 | 01.01.1987           |
| 38         | 2.14      | Der Anschlag                         | The Legacy                   | Richard Kinon      | Dennis Turner                    | 08.01.1987           |
| 39         | 2.15      | Hass und Verzweiflung                | The Home Wrecker             | Curtis Harrington  | Carol Saraceno                   | 15.01.1987           |
| 40         | 2.16      | Drohende Gefahr                      | The Manhunt                  | Bruce Bilson       | E. Doris Silverton               | 22.01.1987           |
| 41         | 2.17      | Der Unfall                           | All Fall Down                | Kim Friedman       | Dennis Turner                    | 29.01.1987           |
| 42         | 2.18      | Die große Frage                      | Guilty Party                 | Roy Campanella II  | Dennis Turner                    | 05.02.1987           |
| 43         | 2.19      | Wer ist der Glückliche?              | Fallon's Baby                | Harry Falk         | Frank V. Furino                  | 12.02.1987           |
| 44         | 2.20      | Erhörte Gebete                       | Answered Prayers             | Robert Scheerer    | Donald Paul Roos                 | 26.02.1987           |
| 45         | 2.21      | Das schwarze Schaf                   | Return Engagement            | Harry Falk         | Elliott Lewis                    | 05.03.1987           |
| 46         | 2.22      | Zwei Gesichter eines Mannes          | Devil's Advocate             | Robert Scheerer    | Mart Crowley                     | 12.03.1987           |
| 47         | 2.23      | Der Bruch                            | Betrayals                    | Harry Falk         | Carol Saraceno                   | 19.03.1987           |
| 48         | 2.24      | Ohne Ausweg                          | The Dead End                 | Richard Kinon      | Donald Paul Roos                 | 25.03.1987           |
| 49         | 2.25      | Ein ganz unglaubliches Ende          | Crossroads                   | Don Medford        | William Bast & Paul Huson        | 26.03.1987           |

## Handlung
Die Colbys leben im vornehmen Stadtteil von Los Angeles, Bel Air, und bewohnen ein riesiges Anwesen mit einem großen Haus. Jason leitet sein Unternehmen Colby Enterprises mit Filialen auf der ganzen Welt. Seiner Frau Sable gehört die Galerie Colby Collection, sie ist kultiviert, bösartig, intrigant und machthungrig. Neben dem Sohn Miles, einem Playboy, haben sie noch 2 gemeinsame erwachsene Töchter. Bliss ist der typisch aufsässige Teen mit ständig wechselnden Freunden. Monica fühlt sich in ihrem Job bei Colby Enterprises nicht ausgelastet, von ihrem Vater nicht voll akzeptiert und übernimmt die Leitung von Dominique Devereaux' Plattenfirma Titania Records. Die gute Seele des Hauses ist Connie, Jasons ältere Schwester. Sie ist es auch, die Jeffs Mutter Francesca bittet, zurück nach Los Angeles zu kommen, um nach vielen Jahren Abstinenz endlich ihrem Sohn beistehen zu können. Francesca war mit Connies und Jasons Bruder Philipp verheiratet, bevor er im Krieg ums Leben kam, und hatte vor Jahren eine heimliche Affäre mit Jason. Sie lebt in London und weigert sich zunächst zurückzukehren. Jasons großer Widersacher und Konkurrent ist Zachery „Zach“ Powers, der den Colbys die Schuld am Tod seines Vaters gibt. Er versucht, sich in jedes Geschäft von Colby Enterprises hineinzudrängen und die Colbys zu diskreditieren.
In der letzten Folge der Serie, „Ein ganz unglaubliches Ende“ (im Original: „Crossroads“), bleiben viele Ereignisse ungeklärt: Sable entführt den adoptierten Sohn ihrer Tochter Monica. Miles’ schwangere Frau Channing verlässt das Colby-Anwesen, um ihr Baby abtreiben zu lassen. Frankie wird von Philipp entführt, und der Wagen hat einen schweren Unfall. Beide werden herausgeschleudert, Philipp ist verschwunden und Frankie liegt stark blutend in Jasons Armen. Fallon, die mit ihrem Wagen in der Wüste Nevadas unterwegs ist, ist auf der Suche nach ihrer Schwiegermutter Frankie, als ihr Auto plötzlich stehen bleibt. Die Scheinwerfer erlöschen und das Autotelefon funktioniert nicht mehr, als sie Hilfe rufen möchte. Plötzlich ist alles um sie herum hell erleuchtet. Sie steigt aus dem Wagen, schaut zum Himmel und wenige Sekunden später landet ein Raumschiff vor ihren Augen. Wie hypnotisiert wird sie in das Ufo gezogen, es hebt ab und sie wird darin entführt …

## Wissenswertes
- Nach dem Ende der Serie kehrten die Figuren von Fallon und Jeff wieder zurück in die Hauptserie. Die Ereignisse der letzten Folge der Colbys wurden jedoch nur teilweise angesprochen, aber nicht geklärt.
- Halb Hollywood wollte eine Hauptrolle in der neuen Glamourserie bekommen: Burt Lancaster, Katharine Hepburn, Angie Dickinson, Gregory Peck, Faye Dunaway. Susannah York und Diana Rigg (bekannt als „Emma Peel“) wurden für die Rolle der Sable Colby gecastet, aber letztendlich nicht engagiert. Charlton Heston unterschrieb schließlich einen Vertrag für 90000 $ pro Woche als Familienoberhaupt Jason Colby. Die englische Schauspielerin Stephanie Beacham erhielt die Rolle der Sabella „Sable“ Scott-Colby. Barbara Stanwyck konnte man als Jasons Schwester Constance „Connie“ Colby-Patterson sowie Katharine Ross als Jeffs Mutter Lady Francesca „Frankie“ Scott-Colby-Hamilton-Langdon gewinnen.
- Nach nur zwei Staffeln mit 49 Episoden wurde die Serie wegen zu großer Konkurrenz im Fernsehprogramm (Cheers, Knots Landing) und zu geringen Einschaltquoten eingestellt.
- Wegen der negativen Äußerungen Jason Colbys über die damalige Sowjetunion wurde Episode 29 („Something old, something new“) bei Ausstrahlungen im deutschen Fernsehen ausgelassen. Im Rahmen einer erneuten Wiederholung der Serie zeigte erstmals der Pay-TV-Sender Passion diese Folge am 14. Februar 2011.
- Für Staffel 9 von Der Denver-Clan wurden die Darstellerinnen Stephanie Beacham (Sable) und Tracy Scoggins (Monica) für die Hauptserie engagiert und Sable sorgte als intrigante Cousine von Alexis noch einmal für hohe Einschaltquoten. Hier erfährt der Zuschauer auch, dass Sable vor ihrer Hochzeit vergewaltigt wurde und Miles und Monica nicht Jason Colbys Kinder sind.
- Die 49. Episode sollte ursprünglich der „größte Serien-Cliffhanger“ aller Zeiten werden, denn zu diesem Zeitpunkt war noch nicht klar, dass die Serie eingestellt würde. Für die Landung des Raumschiffs in der letzten Episode wurde für die Tricktechnik extra jemand aus dem Team der Star-Wars-Trilogie verpflichtet.
- Für den Fernsehfilm Dynasty-The Reunion (in Deutschland: Denver-Die Entscheidung) wurde Maxwell Caulfield als Miles Colby noch einmal verpflichtet.
- Barbara Stanwyck spielte hier ihre letzte Rolle. Nach der ersten Staffel kündigte sie jedoch, nach langen Verhandlungen über ihre Rolle, ihren Vertrag und sagte später, dass diese Serie das Schlechteste gewesen sei, was sie je gemacht habe. In der Serie starb sie den Serientod bei einem Flugzeugabsturz in Indien. Wenige Jahre später erlag sie im wirklichen Leben einem Krebsleiden.
- Stephanie Beacham wurde 1986 mit dem „People’s Choice Award“ für ihre Rolle der Sable ausgezeichnet und war mehrfach für den Golden Globe nominiert. Die englische Schauspielerin ist seit ihrer Geburt auf einem Ohr taub und auf dem anderen stark hörgeschädigt.
- Die beiden weiblichen Hauptdarstellerinnen von Der Denver-Clan, Joan Collins (Alexis Morrell-Carrington-Colby-Dexter-Rowan) und Linda Evans (Krystle Grant-Jennings-Carrington) weigerten sich, Gastrollen im Spin-off zu übernehmen, weil sie der Ansicht waren, dass dieser Ableger den Quoten der eigenen Serie schaden werde. Der männliche Hauptdarsteller John Forsythe (Blake Carrington) hingegen gastierte in vier Episoden der ersten Staffel.
- Der Arbeitstitel lautete The Colbys of California. Als Dynasty II – The Colbys ging die Serie auf Sendung; der Titel wurde nach den ersten vier Episoden geändert in The Colbys
- In Deutschland lief die Serie unter dem Titel Das Imperium – Die Colbys und wurde mittwochabends um 20:10 Uhr von Sat.1 ausgestrahlt. Die Hauptserie Der Denver-Clan lief Mittwoch abends um 21 Uhr im ZDF.
- Die Schauspielerin Katharine Ross (Francesca Scott-Colby-Hamilton-Langdon) ist 7 Jahre älter als Stephanie Beacham (Sable Scott-Colby), spielte in der Serie aber ihre jüngere Schwester.
- Der Schauspieler Adrian Paul spielte eine Nebenrolle in der Serie als Nikolai „Kolya“ Rostov und wurde später sehr erfolgreich in der Hauptrolle der Serie Der Highlander.
- Maxwell Caulfield (Miles Colby) hatte seinen Durchbruch mit dem Film Grease 2 an der Seite von Michelle Pfeiffer und ist mit der 17 Jahre älteren Schauspielerin Juliet Mills, die in der Hauptserie Dynasty eine Nebenrolle spielte, verheiratet.
- Das Anwesen in Los Angeles/Bel Air, in dem die Colbys residieren, heißt „Paley Residence“. Es diente schon als Drehort für eine Episode von Charlie’s Angels (Drei Engel für Charlie) sowie Hart aber herzlich und dem Kinofilm Blind Date mit Bruce Willis und Kim Basinger. Das Haus, 1060 Brooklawn Drive in Bel Air wurde von dem bekannten Architekten Paul Williams entworfen und gehört der Hilton-Familie.